# Chatauskunft

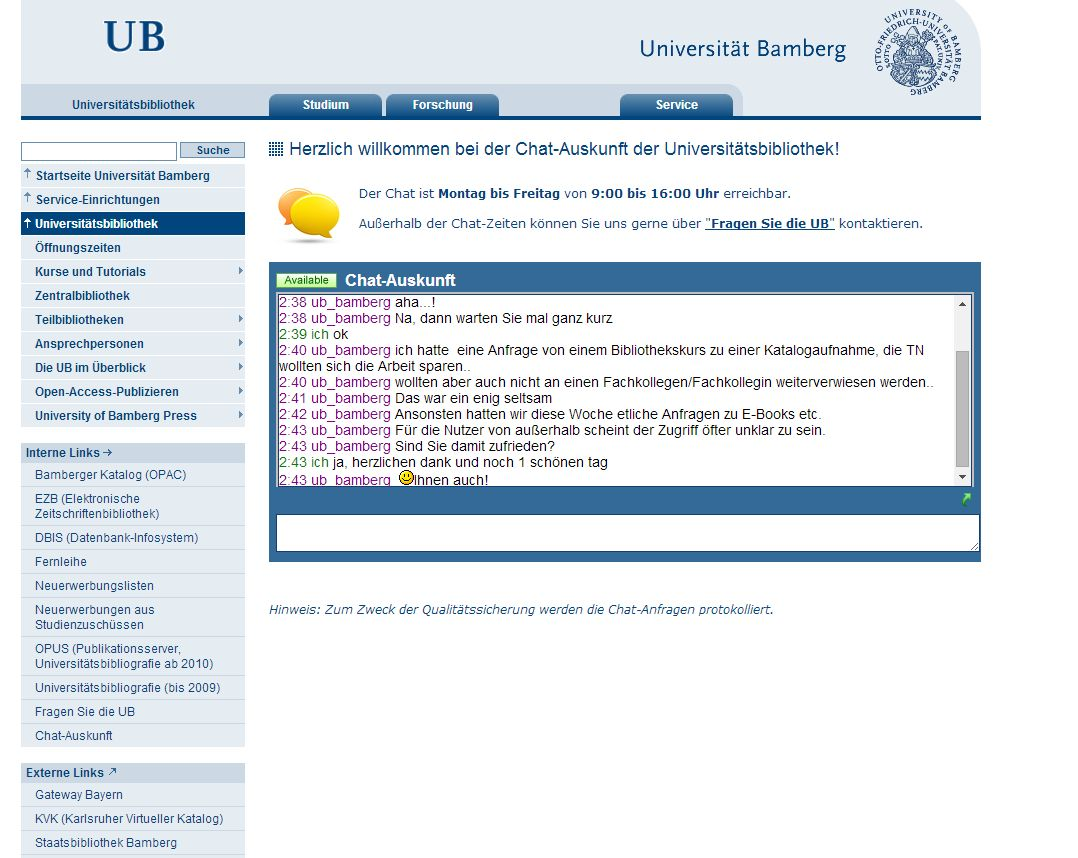
Chatauskunft der UB Bamberg

Chatauskunft bezeichnet eine Digitale Auskunft, bei der mittels Chat Auskunftsfragen verschiedenster Art in synchroner Weise beantwortet werden können.

## Chatformen
Man unterscheidet heute technisch gesehen drei Chatformen:
- Den Internet Relay Chat (IRC), der in den 1980er Jahren entwickelt wurde und einen eigenen Chat-Server sowie eine Client-Software benötigt.
- Den relativ unkomplizierten Web-Chat, bei dem die Chat-Software beispielsweise bereits durch Browser-Plug-ins in die HTML-Seiten integriert ist.
- Instant Messenger, die in den 1990er Jahren entstanden und bei denen der Chat nicht in einem öffentlichen Kanal geführt wird, sondern nur zwischen denjenigen, die die entsprechende Software auf ihrem Rechner installiert haben.

## Chatauskunft in Bibliotheken
Die Chatauskunft gehört innerhalb von Bibliothek zur digitalen Auskunft (Digital Reference Service), bei welchem es sich um die organisierte Auskunftsdienstleistung einer Bibliothek handelt, die die Kommunikationskanäle des Internet nutzt. Zusätzlich zu den drei Formen IRC, Web-Chat und Instant Messenger werden teilweise sogenannte Web Contact Center eingesetzt, deren Software neben ihrer üblichen Anwendung in Unternehmen auch den besonderen Anforderungen bibliothekarischer Bedürfnisse angepasst wurde. Diese beinhalten eine Vielzahl von Einzelanwendungen, die verschiedene Handlungsmöglichkeiten bieten – so beispielsweise die Funktion des Cobrowsing, mit der der Bibliothekar Webseiten auf dem Rechner des Nutzers öffnen und ihm so Recherchen vorführen kann. Dies spielt insbesondere bei der möglichen Vermittlung von Informationskompetenz eine Rolle.

### Geschichte
Insbesondere durch das veränderte Suchverhalten der Benutzer aufgrund der rasanten Entwicklung des Internets wurde es zunehmend wichtiger, dass Bibliotheken auf dieses digitale Informationsbedürfnis durch ein entsprechendes Angebot an elektronischen Dienstleistungen reagierten, um weiterhin als Informationsanbieter wahrgenommen zu werden.
Eine dieser Dienstleistungen ist auch die Chatauskunft, die seit Ende der 90er Jahre in Bibliotheken in den USA zugänglich gemacht wird. Dieser Dienst ermöglicht es zum ersten Mal, eine synchrone Kommunikationsform über das Internet anzubieten. Durch den Chat können erstmals der oft beklagte zeitliche Verzug ebenso wie die fehlende Interaktivität der digitalen Auskunft vermieden werden.
In Deutschland begann man im Jahr 2000 mit der Chatauskunft als Teil des Digital Reference Service. Bisher wird dieser Dienst nur in Universitätsbibliotheken eingesetzt. Die erste der mittlerweile elf Universitätsbibliotheken, die den Chat einsetzen, war die Universitätsbibliothek Trier. Es folgten die Technische Universität Hamburg-Harburg Anfang des Jahres 2002, das Bibliotheks- und Informationszentrum der Universität Oldenburg im März 2002, die Bibliothek der Universität der Bundeswehr Hamburg im Juli 2003 und die Sächsische Landesbibliothek – Staats- und Universitätsbibliothek Dresden im Oktober 2004.
In Nordrhein-Westfalen liegt flächenmäßig der Schwerpunkt der deutschen Chatauskunft. Hier bieten bisher sechs Universitätsbibliotheken den Chat an. Die erste Chatauskunft begann im Oktober 2001 in der Universitätsbibliothek Dortmund. Es folgten Ende 2001 die Universitätsbibliothek Wuppertal, im Dezember 2003 die Universitäts- und Landesbibliothek Münster, im März 2004 die Universitätsbibliothek Bielefeld sowie schließlich im Januar 2005 die Universitäts- und Landesbibliothek Düsseldorf und die Universitätsbibliothek Bochum.
Darüber hinaus gab es auch eine Chatauskunft bei der Zentrale des Hessischen Bibliotheksinformationssystems (HeBIS), die jedoch nur Fragen rund um den Service von HeBIS beantwortete.
2018 sind von diesen Angeboten nur noch wenige aktiv: Bielefeld, Dortmund, Düsseldorf, Hamburg (Bundeswehr), Trier.